# Rodriguezia sticta
Rodriguezia sticta är en orkidéart som beskrevs av Mark W. Chase. Rodriguezia sticta ingår i släktet Rodriguezia och familjen orkidéer. Inga underarter finns listade i Catalogue of Life.

## Bildgalleri

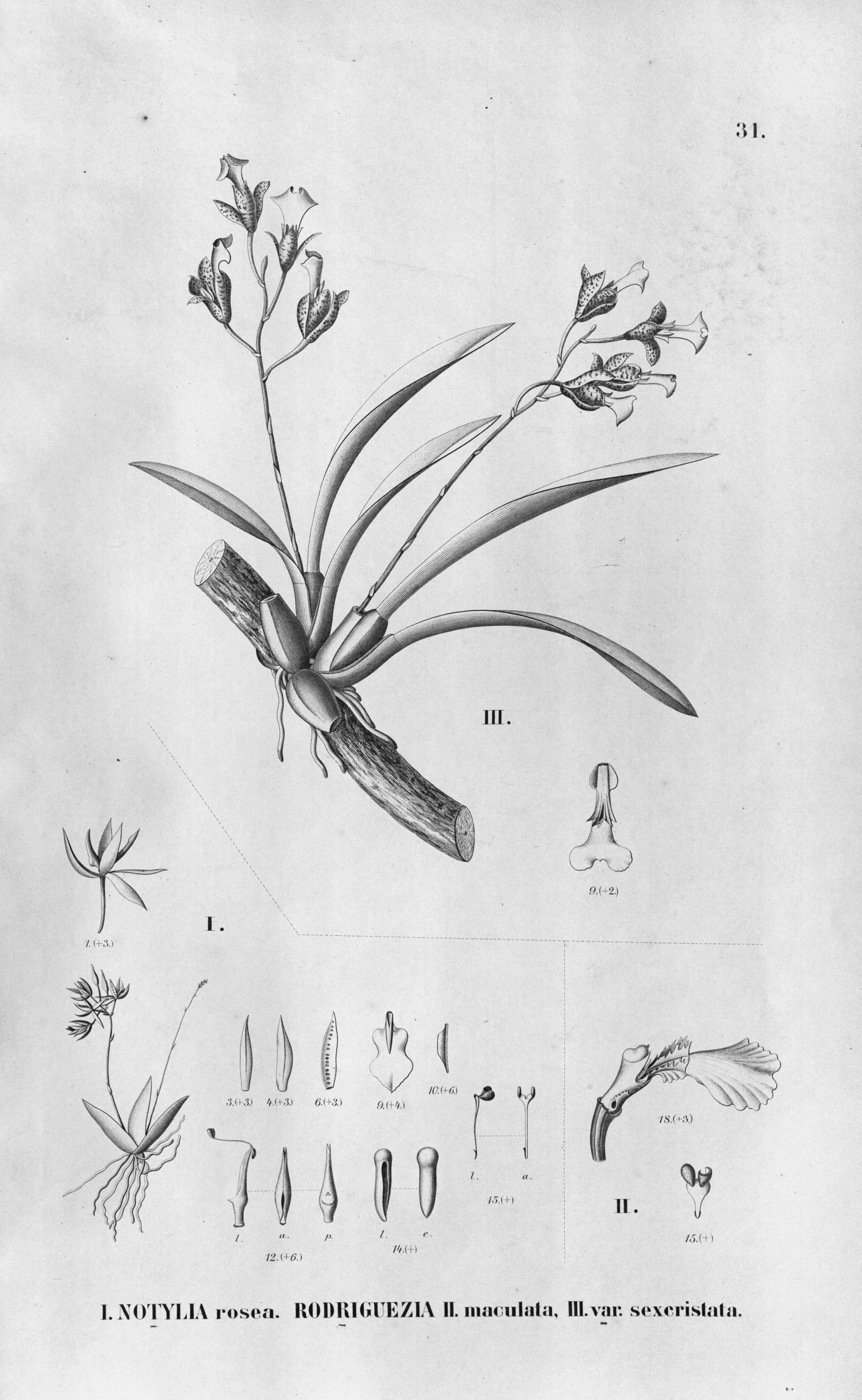
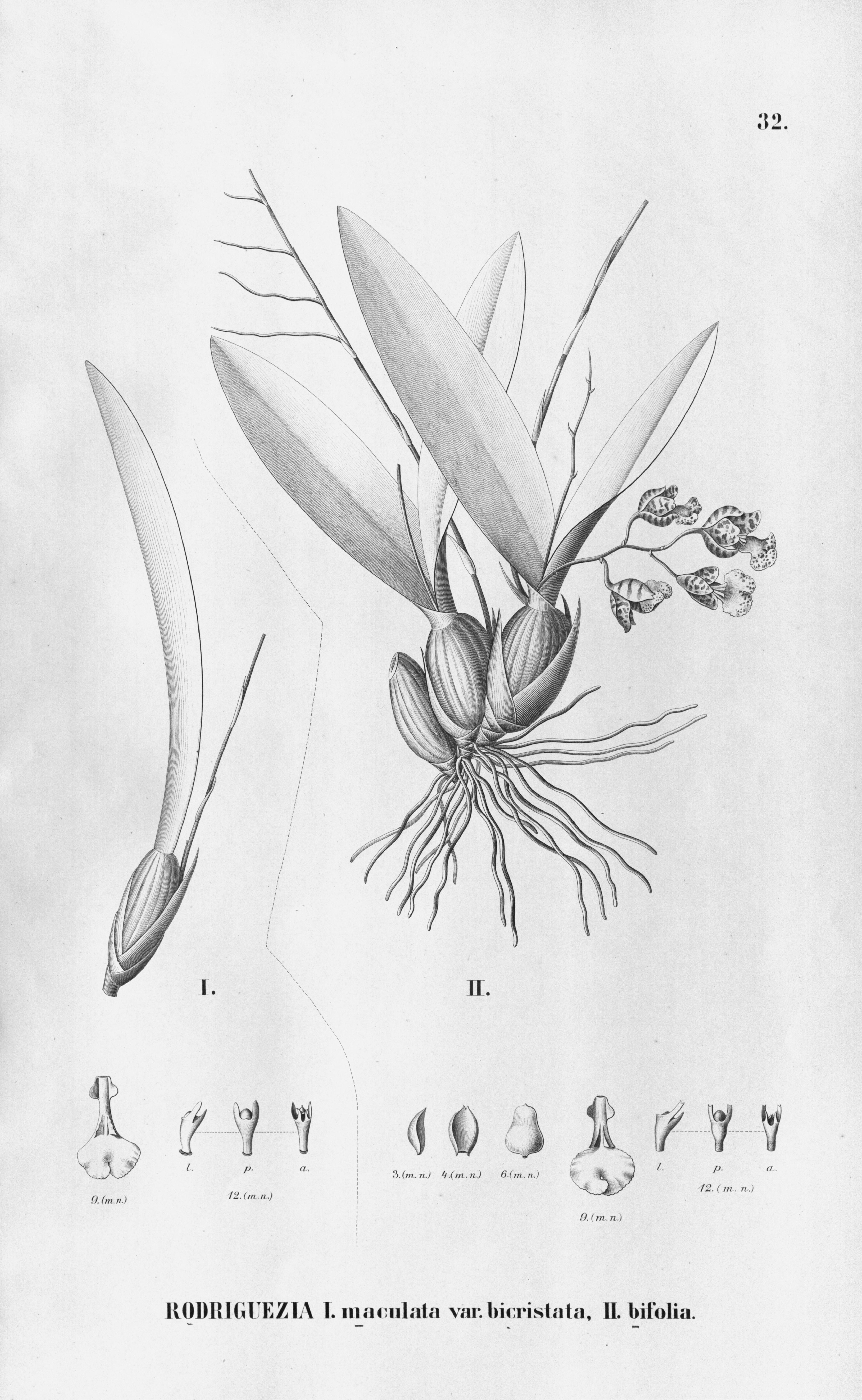